# Quintana del Monte
Quintana del Monte es una localidad española del municipio de Valdepolo, en la provincia de León, comunidad autónoma de Castilla y León.

## Geografía
Situado a 45 km de la capital provincial, León, cuenta con 67 habitantes y se sitúa a medio camino entre Sahagún y Mansilla de las Mulas, pueblos a su vez, que forman parte de la ruta del Camino de Santiago.
Sus terrenos limitan con los de las poblaciones de  Villamartín de Don Sancho, Llamas de Rueda, Herreros, Villaverde la Chiquita y Villamizar. También hay otros terrenos que limitan y pertenecen a las poblaciones de Villahibiera y Villamondrin.

## Demografía
| 2000 | 2001 | 2002 | 2003 | 2004 | 2005 | 2006 | 2007 | 2008 | 2009 | 2010 | 2011 |
| 119  | 110  | 102  | 98   | 92   | 90   | 84   | 78   | 72   | 70   | 67   | 61   |

Durante los años sesenta y setenta, Quintana del Monte vio como buena parte de la población, en especial los más jóvenes, emigraba hacia zonas más industrializadas en busca de trabajo, a capitales cercanas como León, Valladolid, Oviedo o Bilbao y a otras ciudades españolas como Madrid, Barcelona, Zaragoza, Valencia o Málaga, puesto que el auge de la maquinaria en la agricultura y las nuevas tecnologías hacían que cada vez hiciese menos falta la mano de obra en el campo. 

## Economía
La economía está basada en la agricultura y ganadería, pero cada vez más, el turismo rural se está haciendo un hueco muy importante entre la economía local y de los alrededores. Además, hemos de añadir que el pueblo cuenta con el primer campo de golf rural de la provincia, al cual acuden muchas personas de los alrededores.

## Patrimonio natural
Los principales atractivos en Quintana del Monte son los Pinos, desde donde se puede obtener una imagen a vista de pájaro del pueblo y alrededores, la Cota, un gran bosque predominado por robles milenarios, que a su vez es refugio de centenares de especies animales, muchos en peligro de extinción, y la laguna de Quintana.
También es de mención el agua que abastece el caño de Quintana del Monte. Proviene de las montañas colindantes.

## Festividades
En vacaciones, la gente que en su día tuvo que abandonar Quintana del Monte vuelve para veranear y tiene lugar la fiesta del veraneante, que se celebra en agosto, siendo así un pequeño aliciente para el reencuentro de los nativos del pueblo en vacaciones.
A pesar de esta fiesta relativamente nueva, las principales fiestas se celebran en septiembre con las fiestas de la Cruz, que tienen como día principal el día 14 de este mes debido a ser el día de la patrona del pueblo.